# خديش
خديش هي إحدى قرى عزلة صيف بمديرية دوعن التابعة لمحافظة حضرموت، بلغ تعداد سكانها 196 نسمة حسب تعداد اليمن لعام 2004.
وهي القرية الفاصلة بين الواديين الأيمن والأيسر.  سكانها من آل باجعمان وآل باحطاب وآل بلشرف وآل باعطية وآل باحمط والقثم والبامعس وآل بامقحوف والآن أكثر السكان هاجروا خارج القرية، فبعضهم سافر إلى السعودية من قبل الوحدة بين شطري اليمن وبعضهم هاجر بعد الوحدة والبعض الآخر يسكنون في مناطق متفرقة من مدينة المكلا (روكب - بويش - الديس - الشرج - فوة) وغيرها من  المناطق، لكن الأغلبية في هذه المناطق.
من معالم خديش: الكريف، البير، الغبرة، بادخان، سقيفة الدكان، سقيفة بارميدي، سقيفة باقحدوم، شويطة. والكثير من المعالم والأطلال القديمة التي تستدعي أبناء القرية لزيارة قريتهم الجميلة.